# THE LEGEND & BUTTERFLY
《THE LEGEND & BUTTERFLY》是2023年日本時代劇電影，由大友啓史執導，古澤良太編劇，木村拓哉、綾瀨遙主演。該片為東映70周年紀念作品。

## 登場人物

### 主要人物
- 織田信長：木村拓哉（曾在1998年出演過織田信長）
- 濃姬/ 歸蝶：綾瀨遙（曾在2005年出演過濃姬）
- 各務野：中谷美紀（曾在1998年出演過濃姬）[2]
- 斎藤道三：北大路欣也[2]
- 森蘭丸：市川染五郎[2]
- 木下藤吉郎 / 豐臣秀吉：音尾琢真[3]
- 德川家康：齋藤工[3]
- 明智光秀：宮澤冰魚[2]
- 福富平太郎貞家（日语：福富貞家）：伊藤英明（曾在2005年出演過織田信長）[2]

### 織田家家臣及相關人物
- 織田信秀：本田博太郎[4]
- 生駒吉乃：見上愛
- 平手政秀：尾美利德
- 柴田勝家：池内萬作
- 瀧川一益：增田修一朗
- 丹羽長秀：橋本潤
- 池田勝三郎 / 池田恒興：高橋努[5]
- 佐久間信盛：濱田學
- 森可成：武田幸三
- 前田犬千代 / 前田利家：和田正人[5]
- 林秀貞：本田大輔
- 蜂屋賴隆：野中隆光
- 長谷川橋介：REINI[5]
- すみ：森田想

## 製作
2021年6月，據《周刊郵報》報導，木村拓哉和綾瀨遙將出演以織田信長為主題的東映70周年紀念作品。8月底，綾瀨遙確診新冠肺炎緊急住院。9月，劇組於東映太秦映畫村開始進行拍攝。2022年6月，於東京舉辦記者會，公佈片名為《THE LEGEND & BUTTERFLY》，並預定於2023年1月27日在日本上映。

### 製作人員
- 導演：大友啓史
- 劇本：古澤良太
- 配樂：佐藤直紀
- 企劃製作人：須藤泰司
- 製作人：井元隆佑、福島聰司、森田大兒
- 副製作人：木村光仁
- 攝影：蘆澤明子
- 剪輯：今井剛
- 音效：湯脇房雄
- 燈光：永田英則
- 美術：橋本創
- 特效總監：小坂一順
- 角色設計：前田勇彌
- 服飾：大塚滿
- 髮型師：酒井啓介
- 床山：大村弘二
- 製作：「THE LEGEND & BUTTERFLY」製作委員會
- 製作公司：東映京都攝影所
- 發行：東映

## 外部連結
- 官方网站
- THE LEGEND & BUTTERFLY的X（前Twitter）